# Zračna luka Madrid-Barajas
Zračna luka Madrid-Barajas (IATA: MAD, ICAO: LEMD) španjolska je zračna luka, smještena sjeveroistočno od Madrida, u četvrti Barajas, 12 kilometara od središta grada. Iako se koristi još od 1928. godine, službeno je otvoren 1931. Zračnom lukom danas upravlja tvrtka Španjolske zračne luke i zračna plovidba (španj. Aeropuertos Españoles y Navegación Aérea).
Zračna luka Madrid-Barajas je glavna španjolska zračna luka s najviše izravnih letova prema latinoameričkim zračnim lukama od svih europskih zračnih luka. Zračna linija Madrid-Barcelona, poznata i pod nazivom "zračni most" ("puente aéreo"), ima najveći broj letova u tjednu na cijelom svijetu.
Zračna luka ima četiri terminala, poznatija kao T1, T2, T3 (zapravo produžetak T2) i T4, te satelitsku zgradu terminala T4, koja se još naziva T4-S. Završetkom terminala T4 i njegovim stavljanjem u funkciju 5. veljače 2006., pretvorilo je Zračnu luku Madrid-Barajas u najveću zračnu luku svijeta po površini svojih terminala, s milijun kvadratnih metara.
Preko 60% prometa preko Zračne luke Madrid-Barajas obavlja zračni prijevoznik Iberia.